# شهرستان زاخو

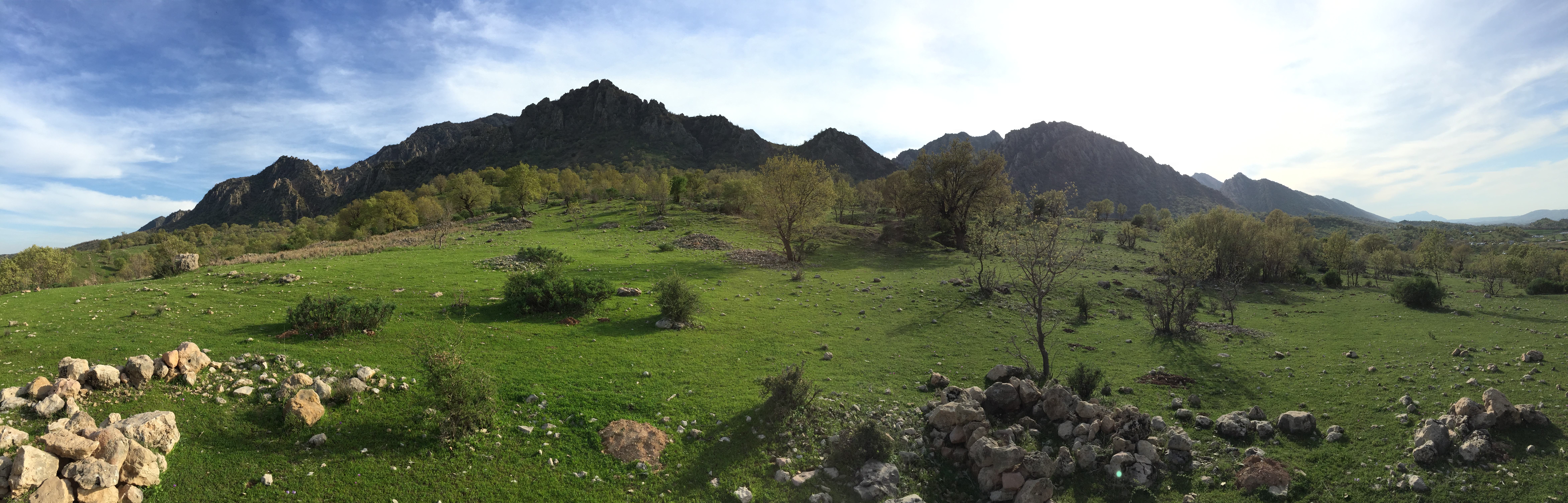
نمایی از شهرستان زاخو در استان دهوک، کردستان عراق - ۲۰۱۵

شهرستان زاخو یکی از شهرستان‌های استان دهوک کردستان عراق است. از چهار ناحیه زیر تشکیل یافته است:
- باطوفا
- درکار
- رزگاری
- زاخو